# 白文范
白文范（1903年—1928年11月18日），原名白培章，陕西高陵人，中国共产党高陵县党组织的早期领导人。

## 生平
1903年，白培章出生于陕西省高陵县三马白村（今陕西省西安市高陵区崇皇街道井王村三马白村）。八岁入私塾发蒙，后就读于高陵县草市小学、三原县峪口山中学。1922年，白培章考入三原县渭北中学。1924年初，参加渭北青年社。1924年冬，白培章因参加吴迪恭编排的进步话剧而被开除，后随吴迪恭到长沙，入岳云中学学习。
岳云中学师生多为中国共产党党员或中国共产主义青年团团员，有着浓厚的革命气氛。在校期间，白培章接触到一本倡导新文化运动的书，名为“白话文范”，因而改名为“白文范”。1925年春，白文范加入中国共产主义青年团，不久后转为中国共产党党员。1926年，白文范自岳云中学毕业返回陕西。途经河南时，白文范曾被地方反革命武装“红枪会”盘查，红枪会以口音辨认路人是否为国民革命军第二军，陕西口音的均被杀害，白文范用河南口音回答盘问才得以脱险。回到陕西后，白文范的党组织关系转入中国共产党三原特别支部。根据三原特支的指示，白文范返回家乡高陵县传播马克思列宁主义，发展中共党员，并筹建本县共产党组织。
1927年1月，国民军联军驻陕总司令部教育厅厅长杨明轩任命白文范为高陵县教育局局长。白文范在改革全县教育体制同时，积极发展党员。1927年2月，白文范创建中共高陵县支部，并出任支部书记。其时正值国共合作，白文范以个人身份加入中国国民党，组建以中国共产党为核心的中国国民党高陵县党部，任党务委员。在中共高陵支部和国民党高陵县党部领导下，高陵县乡村普遍建立农民协会，抗粮、抗捐、抗税运动此起彼伏。1927年3月，中共高陵县支部改为中共高陵特别支部，白文范任特支书记。1927年4月，高陵县农民协会成立。中共高陵特支通过县农民协会，于1927年6月和10月两次在县城城隍庙召开群众大会，揭露、清算霸占学田、贪污华洋义赈款的纪桢之，并举行示威游行要求惩办纪桢之。最终促使高陵县政府将纪桢之逮捕下狱。
1927年7月，冯玉祥命令石敬亭在陕西开展“清党”，至1927年秋冬，白色恐怖已笼罩陕西全省。大革命运动失败，白文范仍坚持活动。1928年3月，中共高陵特支按照中国共产党陕西省委员会的指示改组为中共高陵区委，白文范任组织委员。纪桢之在儿子纪伯文贿赂县政府官员后得以释放，并借势夺回分给农民的土地、财物。1928年6月，白文范请示高陵区委后，决定通过高陵县农民协会再次对纪家清算。纪氏父子闻讯逃匿，纪家房屋被集合的群众焚毁。1928年7月，纪桢之父子向陕西省政府状告白文范等人，当局设计将白文范、宋林昌等人诱捕，押解到西安监狱。白文范在狱中顽强斗争，受尽酷刑仍坚贞不屈。1928年11月18日，白文范在西安北门外被国民政府处决，年仅25岁。
牺牲后，白文范的遗骸被运回三马白村安葬。1949年后，白文范被高陵县人民政府追认为革命烈士。

## 白文范烈士墓
白文范烈士墓位于三马白村西，墓园坐北面南，占地约180平方米。墓园中央为土筑墓冢，呈圆球状，高1.2米，周9.9米，四周围拢由成荫的柏树。墓园大门直对墓冢，中间用青砖铺路。墓碑呈黑色，镶嵌在红色党旗之中，墓碑上方饰有红色五角星，五角星下是“白文范烈士之墓”碑文。每年清明节，都有当地群众和学生都会前来扫墓，平时有烈士亲属对陵园进行清扫管理。
1982年，白文范烈士墓被高陵县县政府列为第一批高陵县重点文物保护单位。1991年6月29日，中共高陵县委为白文范烈士修建纪念碑。2001年，中共高陵县委、高陵县人民政府专款为其修建围墙。2004年，白文范烈士墓被中共西安市委党史研究室确定为首批“西安党史教育基地”。同年，被确定为爱国主义教育基地。

## 相关
2007年8月24日凌晨，白文范的孙子白永奇与孙媳王娥，在井王村家中被特重度烧伤，白永奇夫妇烧伤面积分别达95%和97%。

## 备注
1. ↑  一说1927年4月[1]